# Sacheen Littlefeather
Sacheen Cruz Littlefeather, nascuda Marie Louise Cruz (Salinas, Califòrnia, 14 de novembre de 1946 - Novato, Califòrnia, 2 d'octubre de 2022) va ser una actriu, model i activista social estatunidenca. Filla de pare amerindi i d'una mare blanca, va lluitar gran part de la seva vida a favor dels drets civils de les poblacions nadiues des Estats Units com ara durant l'ocupació d'Alcatraz el 1969.
Littlefeather va intervenir com a representant del famós actor Marlon Brando als 45ens Premis de l'Acadèmia el 1973, on ella, en nom de Brando, va declinar el premi al millor actor que va guanyar per la seva actuació a El Padrí. Favorit per guanyar, Brando va boicotejar la cerimònia per tal de protestar contra la representació que Hollywood feia aleshores dels nadius americans i per cridar l'atenció sobre l'enfrontament a Wounded Knee. Durant la seva intervenció, la resposta de l'audiència al boicot de Brando es va dividir entre esbroncades i aplaudiments.
Després del discurs de l'Acadèmia, Littlefeather va treballar a l'atenció hospitalària. Continuà el seu activisme amb temes relacionats amb la salut i els amerindis, i va produir pel·lícules sobre els pobles autòctons. El juny de 2022, l'Acadèmia va enviar a Littlefeather una declaració de disculpa que es va llegir íntegrament a An Evening with Sacheen Littlefeather el 17 de setembre del mateix any.
Poc després de la seva mort, l'escriptora i activista navaho Jacqueline Keeler va entrevistar les germanes de Littlefeather, Rosalind Cruz i Trudy Orlandi, que van afirmar que Littlefeather va fabricar la seva ascendència nativa americana per part paterna i que l'origen el seu pare no era apatxe i yaqui sinó de família provinent de Mèxic i nascut a Oxnard (Califòrnia).